# Kia Magentis
La Kia Magentis est une berline familiale du constructeur automobile Sud-coréen Kia lancée  la première fois en 2000 et vendue dans le monde sous différents noms. La première génération de cette voiture était généralement appelée « Optima », bien que le nom de « Kia Magentis » était utilisé en Europe et au Canada où les ventes commencèrent en 2002. Pour les modèles de seconde génération, Kia utilise les noms de « Kia Lotze » et « Kia K5 » sur le marché sud-coréen, et le nom de « Magentis » à l'international, sauf aux États-Unis et en Malaisie ou le nom d'« Optima » est maintenu.

## Première génération (MS; 2000-2005)
Commercialisée en janvier 2000, la Magentis n'est finalement lancée en France qu'en janvier 2002.
La version restylée arrive en octobre 2002, elle dispose désormais d'optiques doubles à l'avant, singeant les productions Mercedes de l'époque, et d'une calandre dont les chromes sont désormais verticaux..

## Successeur

### Kia Optima III
La Kia K5 remplace la Kia Lotze depuis début 2010 en Corée du Sud. Elle est disponible en Amérique du Nord et en Europe en 2011, où elle s'appelle Optima.

#### Version hybride
Une version hybride, présentée au salon de l'automobile de Los Angeles de 2010, et lancée en 2011.

## Galerie

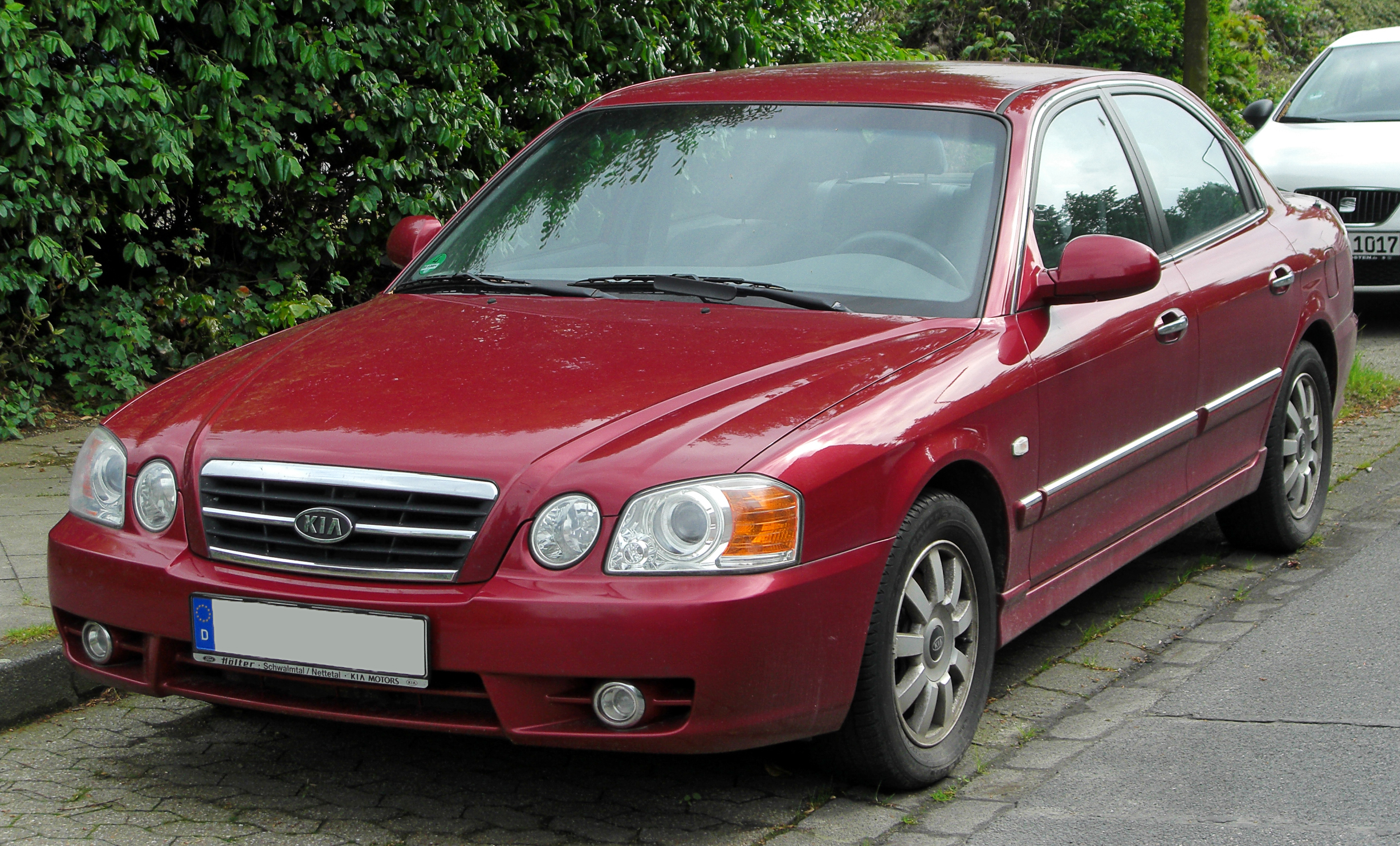
Kia Magentis I Phase II
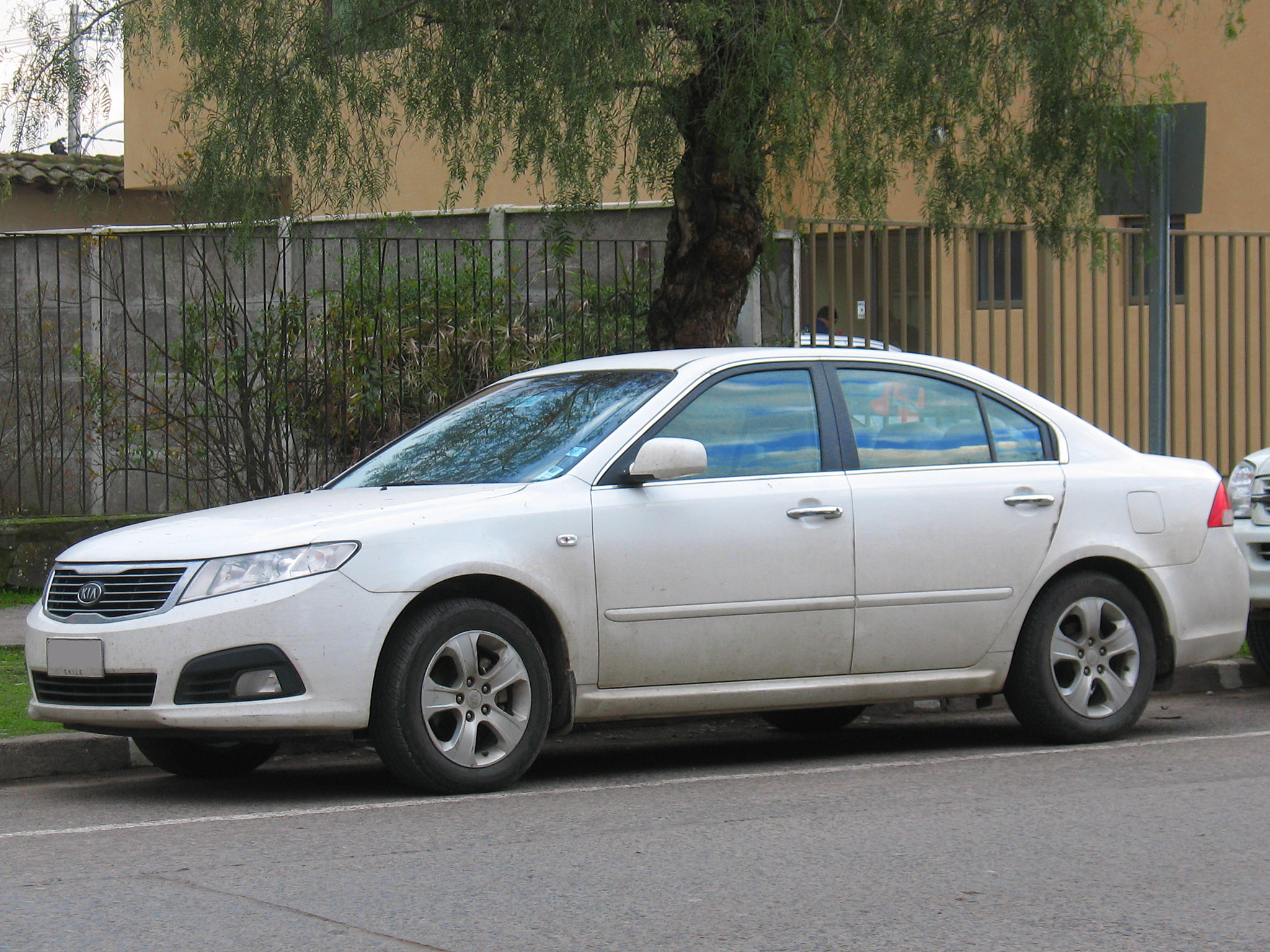
Kia Magentis II Phase II
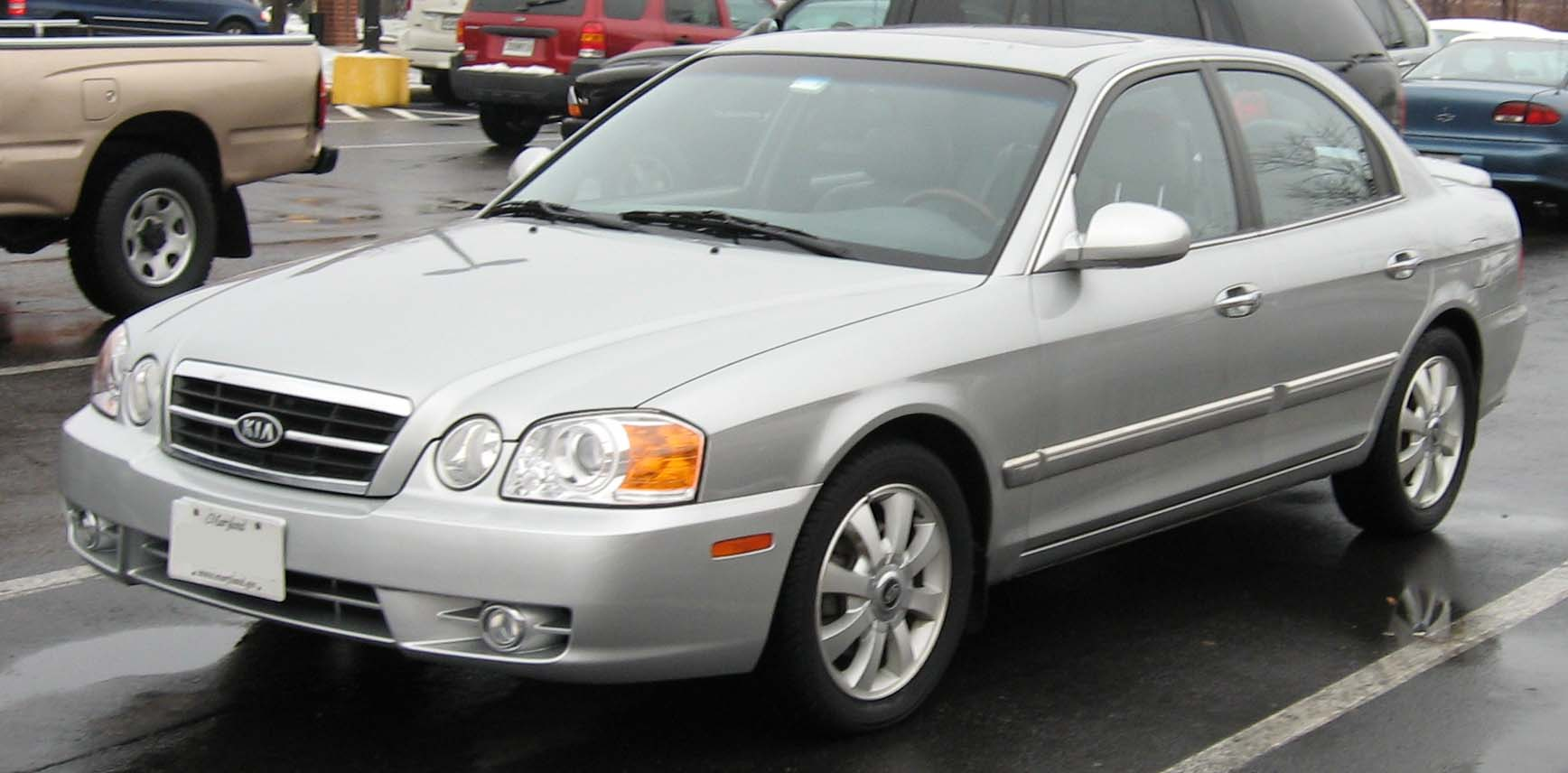
Kia Optima I Phase II
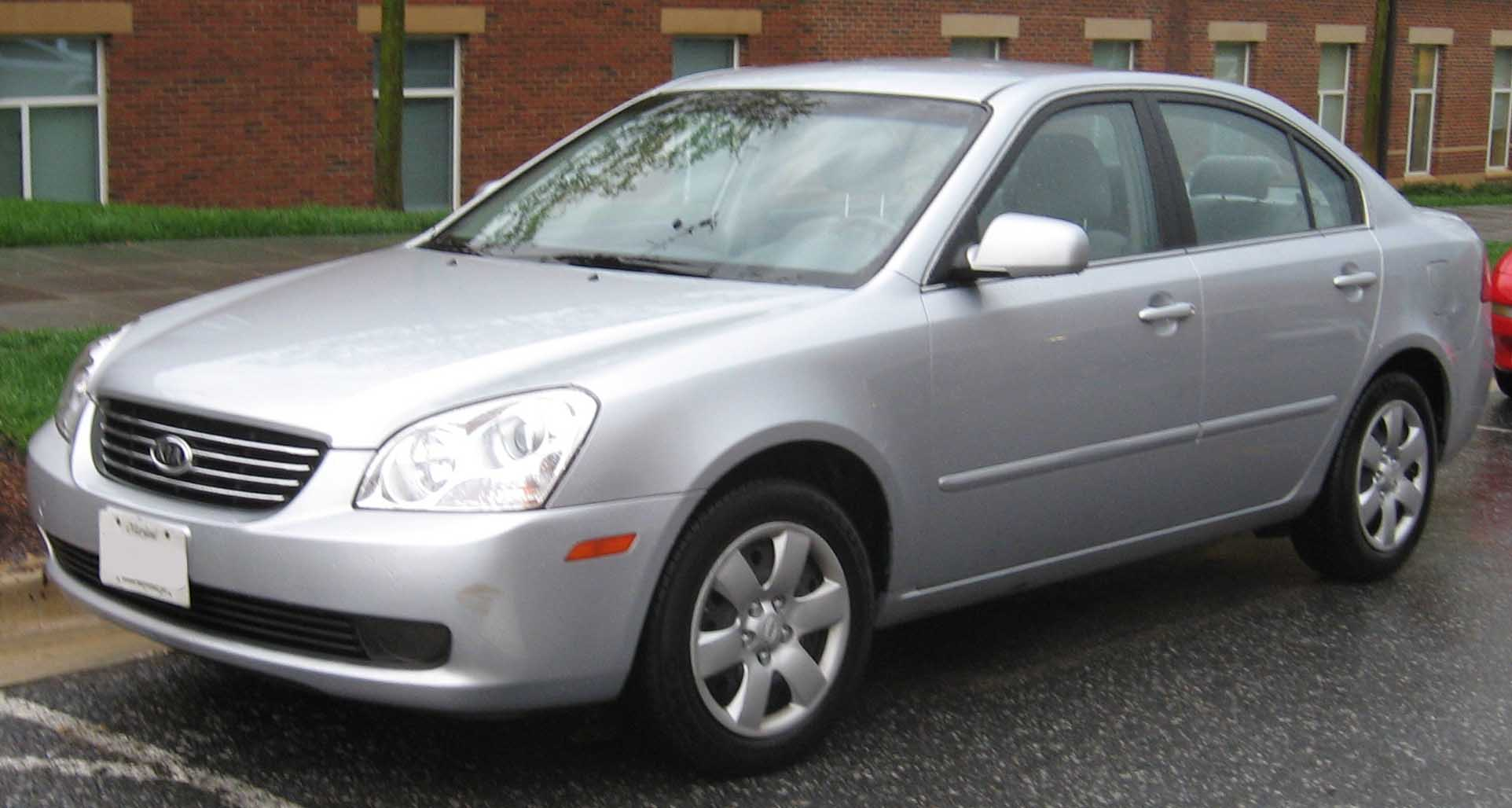
Kia Optima II Phase I
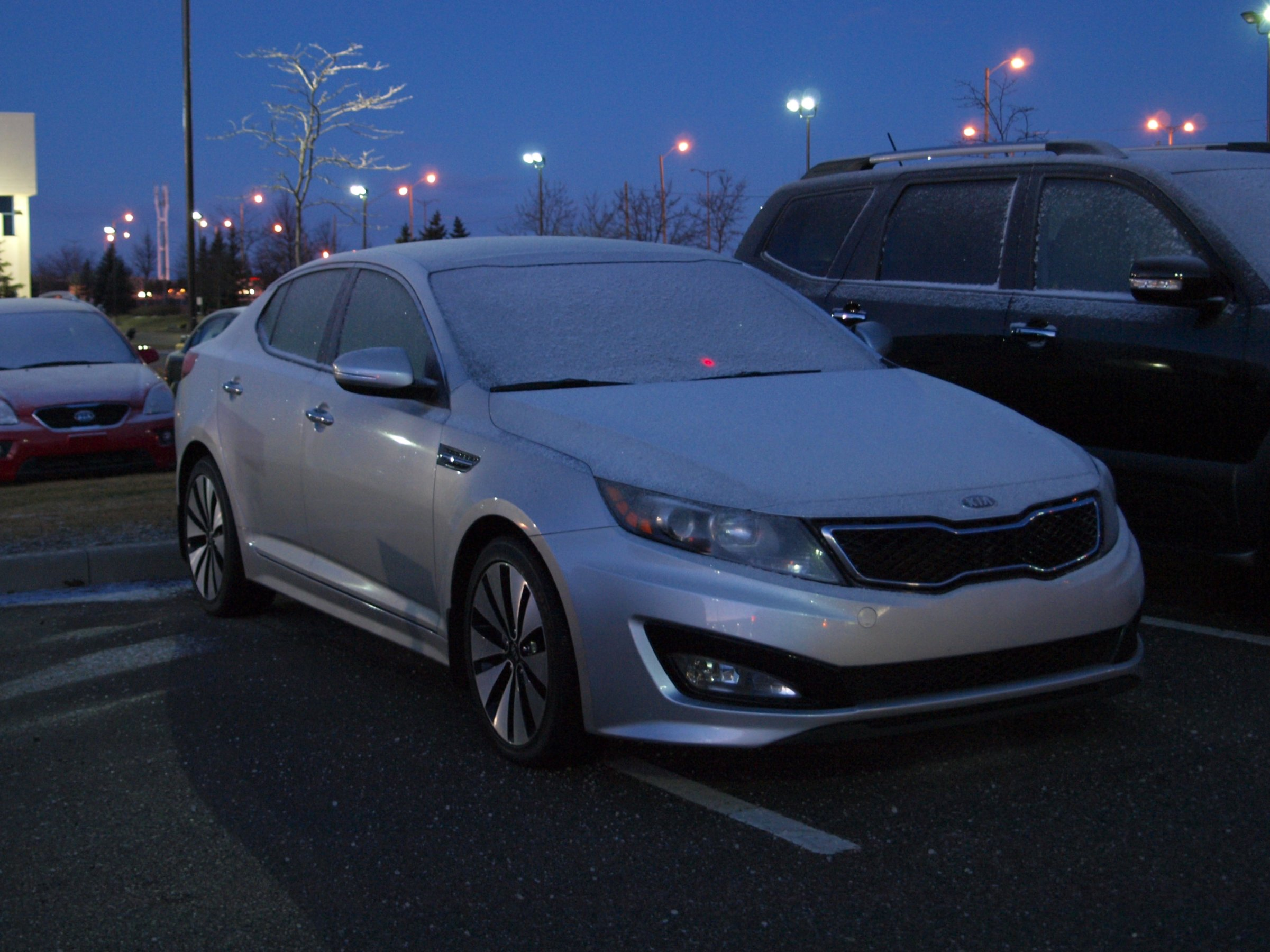
Kia Optima III